# ノエル・ハワード
ノエル・ハワード（Noël Howard、1920年12月25日 - 1987年2月7日）は、アメリカ合衆国の映画監督、脚本家、映画プロデューサーである。

## 人物・来歴
1920年12月25日、フランスのパリで生まれる。
1953年、22歳のころ、フランスでロケーション撮影を行ったアナトール・リトヴァク監督によるアメリカ・フランス合作映画『想い出』に、美術デザイナーとしてクレジットされる。1955年には、ハワード・ホークス監督がウィリアム・フォークナーの原作をエジプトロケ、ローマのティタヌス・アッピア撮影所でセット撮影を行った『ピラミッド』でB班監督を務めた。以降、ビリー・ワイルダーがふんだんなフランスロケを行った1957年の『昼下りの情事』を始め、MGMの海外大ロケーションもののB班監督を多く手がけた。1962年のデイヴィッド・リーン監督の『アラビアのロレンス』、1963年のニコラス・レイ監督の『北京の55日』といった大作の現場をB班監督として、職人的に仕切った。

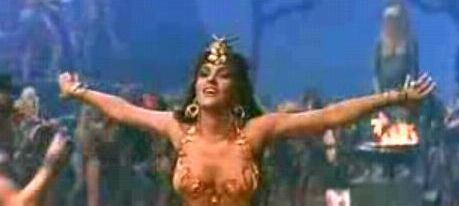
ハワードがB班監督を務めた『ソロモンとシバの女王』のジーナ・ロロブリジーダ。

1964年、歌手のジョニー・アリディ、シルヴィ・ヴァルタン主演、レイ・ヴァンチュラのプロデュースするフランス映画『ジョニーはどこに』で監督としてデビューした。
フランスの映画プロデューサー、ラウール・レヴィがドニス・ド・ラ・パテリエール監督、アラン・ドロン主演で、1962年から撮影を進めていた大作『マルコ・ポーロ 大冒険』の製作現場の収拾がつかなくなり、共同監督として声がかかる。同作は1965年8月6日に公開されたが、惨憺たる興行成績で、レヴィの会社は破綻した。
その後もハワードは、スペインで大ロケーションを行ったロバート・シオドマク監督の『カスター将軍』などのB班監督をつとめた。1969年以降は、フランスやイギリスでのテレビ映画に進出した。
1987年2月7日、アメリカ・カリフォルニア州ロサンゼルスで死去した。満66歳没。

## フィルモグラフィ

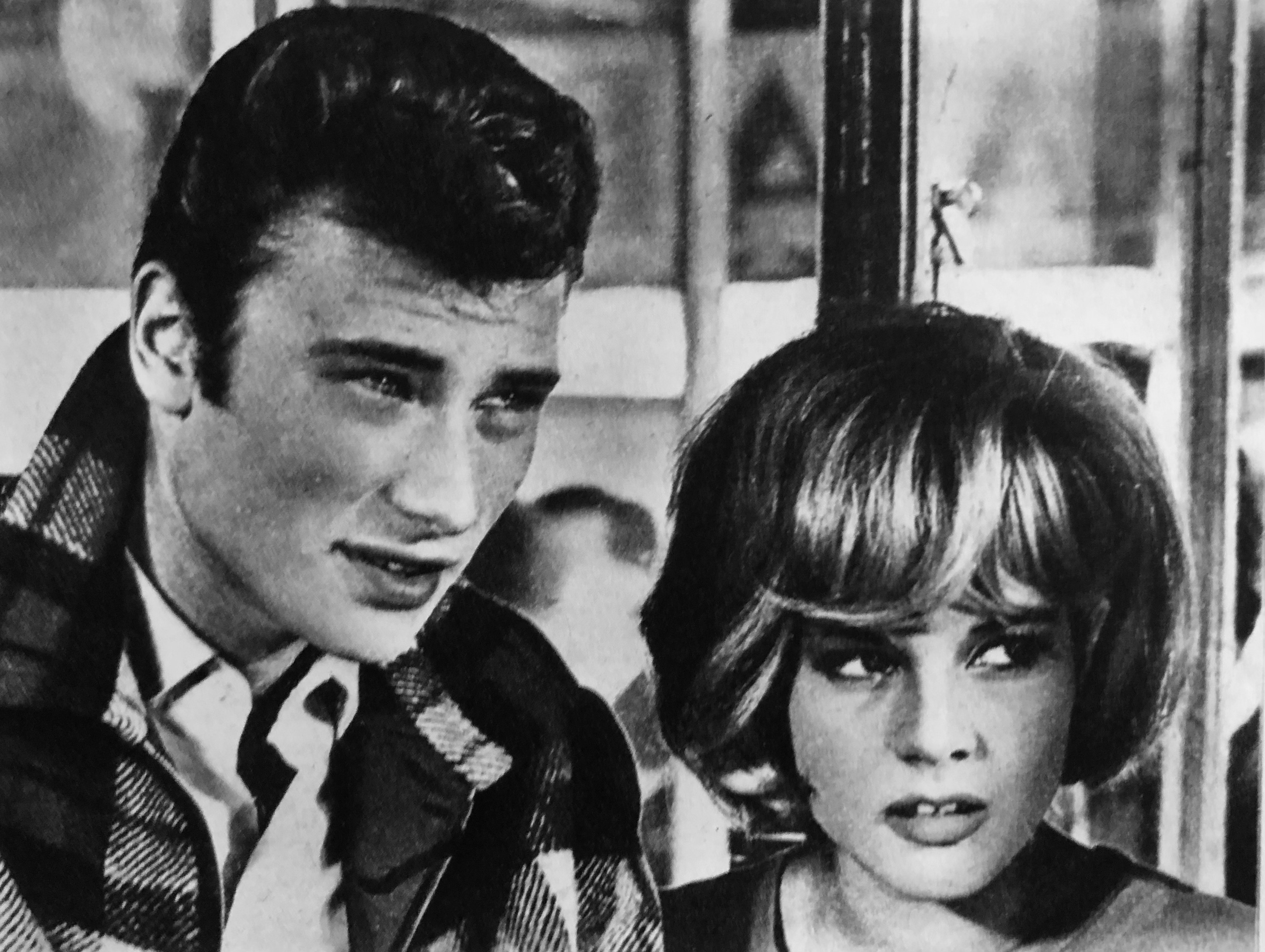
『ジョニーはどこに』（1963年）

- 『想い出』 Un acte d'amour : 監督アナトール・リトヴァク、1953年 - 美術デザイナー
- 『ピラミッド』 Land of the Pharaohs : 監督ハワード・ホークス、1955年 - B班監督
- 『昼下りの情事』 Love in the Afternoon : 監督ビリー・ワイルダー、1957年 - B班監督
- 『ハッピー・ロード』 The Happy Road : 監督ジーン・ケリー、1957年 - アソシエイトプロデューサー
- 『恋の手ほどき』 Gigi : 監督ヴィンセント・ミネリ、1958年 - 助監督
- 『旅』 The Journey : 監督アナトール・リトヴァク、1959年 - B班監督
- 『ソロモンとシバの女王』 Solomon and Sheba : 監督キング・ヴィダー、1959年 - B班監督
- 『キング・オブ・キングス』 King of Kings : 監督ニコラス・レイ、1961年 - B班監督
- 『死んでもいい』 Phaedra : 監督ジュールス・ダッシン、1962年 - アソシエイトプロデューサー
- 『アラビアのロレンス』 Lawrence of Arabia : 監督デイヴィッド・リーン、1962年 - B班監督・スクリプト
- 『北京の55日』 55 Days at Peking : 監督ニコラス・レイ、1963年 - B班監督
- 『ジョニーはどこに』 D'où viens-tu, Johnny? : 1963年 - 監督・脚本
- 『マルコ・ポーロ 大冒険』 La fabuleuse aventure de Marco Polo : 監督ドニス・ド・ラ・パテリエール、1965年 - 共同監督・脚本・出演
- 『カスター将軍』 Custer of the West : 監督ロバート・シオドマク、1967年 - B班監督
- 『パリの秘めごと』 A Flea in Her Ear : 監督ジャック・シャロン、1968年 - B班監督
- One on a Desert Island - Journey to the Unknown : テレビ映画シリーズの一篇、1969年 - 監督
- 『伯爵夫人の不幸』 Les malheurs de la comtesse : 監督ベルナール・ドフランドル、テレビ映画、1973年 - 脚本